# Вотчица (приток Ёмбы)
Вотчица — река в Вологодской области России.
Протекает по территории Вожегодского района. Образуется слиянием Ближней и Дальней Вотчицы западнее посёлка Снегиревка, впадает в реку Ёмбу в 14 км от её устья по правому берегу. Длина реки составляет 25 км.
Вдоль течения реки расположены посёлок Снегиревка и деревни Мишутинского сельского поселения — Некрасовская, Лукьяновская, Погорелка, Климовская и Горка.

## Данные водного реестра
По данным государственного водного реестра России относится к Двинско-Печорскому бассейновому округу, водохозяйственный участок реки — озеро Кубенское и реки Сухона от истока до Кубенского гидроузла, речной подбассейн реки — Сухона. Речной бассейн реки — Северная Двина.
Код объекта в государственном водном реестре — 03020100112103000005511.